# Kaestneria longissima
Kaestneria longissima là một loài nhện trong họ Linyphiidae.
Loài này thuộc chi Kaestneria. Kaestneria longissima được miêu tả năm 1983 bởi Zhu & Wen.